# Kazuya Maekawa
Kazuya Maekawa (jap. 前川 和也, Maekawa Kazuya; * 22. März 1968 in Hirado, Präfektur Nagasaki) ist ein ehemaliger japanischer Fußballtorhüter.

## Nationalmannschaft
1992 debütierte Maekawa für die japanische Fußballnationalmannschaft. Maekawa bestritt 17 Länderspiele. Mit der japanischen Nationalmannschaft qualifizierte er sich für die Asienmeisterschaft 1992.

## Errungene Titel
- Asienmeisterschaft: 1992